# Juína
Juína is een gemeente in de Braziliaanse deelstaat Mato Grosso. De gemeente telt 39.708 inwoners (schatting 2009).
De gemeente staat ook bekend als woongebied van indianenvolkeren zoals de Enawene Nawe.